# アステロード (小惑星)
アステロード (73883 Asteraude) は、小惑星帯の小惑星。フランスのカストルでアラン・クロッツが発見した。
AUDE（l'Association des Utilisateurs de Détecteurs Electroniques：電子検出器利用者協会）で発見された最初の小惑星で、asteroideの末尾を協会名にかえて命名された。